# コロソマ
コロソマ （Colossoma） は南米のアマゾン川水系などに生息するカラシン目セルラサルムス科の大型淡水魚。水産上重要な食用魚である。
Colossoma は、ギリシャ語の kolos 「短い」、soma 「体」に由来する。最大で全長108 cm、40 kgに達する。
Colossoma 属には本種を含め10種ほどが所属していたが、本種のシノニムとされたり、Piaractus 属に分割されたことにより、現在所属する現生種は本種のみである。

## 生態
群れは作らない。肉食性ではなく植物質を主体とした雑食性である。大型動物を襲うことはなく、浸水林の水面に落下する樹木の種子などを、ペンチのような歯で割って食べている。
幼魚は銀色で胸部が赤く、ピラニアと酷似する。これは、ピラニアが共食いを避ける性質を利用し、ピラニアから襲われないためであると考えられている。

## 分布
アマゾン・オリノコ川水系に分布するが、南米の他の地域でも食用として養殖されている。

## 利用

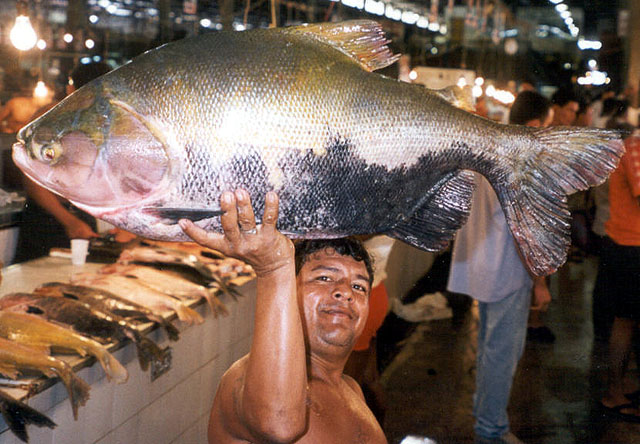
マナウスの魚市場で、2007年

ミネラルに乏しい水でも生育でき、病気に強いことから水産上重要な養殖魚である。味は淡泊で美味とされる。原産地では漁獲もされており、現地名は「タンバッキー(Tambaqui)」で、本種の一般的な通称として知られている。

### 飼育
おとなしい性質のために大型魚との混泳に向くが、かなりの大型魚であるために飼育に際しては大型水槽が必要である。

## 近縁種
レッド・コロソマ
学名：Piaractus brachypomus (Red-bellied pacu) (pirapitinga)
体長40cm。別属であるが性質は似通っている。体の下面に赤い発色がある。